# Taharrusch dschama'i
Taharrusch dschama'i (in manchen Texten Taharrusch dschamai), fälschlich auch Taharrush gamea (arabisch تحرش جماعي Taharrusch dschamā'ī, DMG Taḥarruš ǧamāʿī ‚gemeinschaftliche Belästigung‘, englische Transkription taḥarrush jamāʿī) ist ein Kompositum aus den arabischen Wörtern für Belästigung und gemeinschaftlich. Laut der früheren Kairo-Korrespondentin Julia Gerlach bezeichnet der Begriff zumindest in Ägypten bestimmte Formen von sexuellen Angriffen auf Frauen durch Gruppen von Männern.

## Verwendung des Begriffs in Europa
Erstmals im Deutschen erwähnt wurde der Begriff (in der falschen Transkription taharrush gamea) in einer Stellungnahme des deutschen Bundeskriminalamts (BKA) nach den sexuellen Übergriffen in der Silvesternacht 2015 in Köln. Am 10. Januar 2016 berichtete Die Welt über die Stellungnahme des BKA. Focus Online griff die Berichterstattung am gleichen Tag auf.
Laut einem Bericht des nordrhein-westfälischen Innenministeriums an den Innenausschuss des Landtags sah das BKA die gemeinschaftlich begangenen sexuellen Belästigungen von Frauen in der Öffentlichkeit als eine in mehreren arabischen Ländern gegebene Erscheinung.
Christoph Ehrhardt, der FAZ-Korrespondent in Beirut, nannte Stellungnahmen von ägyptischen Feministinnen, die sich über die „Karriere“ des Begriffs wunderten. Erhardt bezog sich auch auf die Entstehungsgeschichte des hier vorliegenden Artikels (noch unter dem Titel Taharrush gamea):

„Aus einer simplen Vokabel für sexuelle Massenübergriffe ist ein scheinbar genuin arabisches Kulturphänomen mit eigenem Wikipedia-Eintrag geworden.“

Andere Autoren kritisierten, der arabische Begriff sei vor allem aus fremdenfeindlichen Motiven propagiert worden, unter anderem von rechtsgerichteten Politikern und Gruppen. Die Verwendung des arabischen Begriffs anstelle einer Übersetzung mache das Phänomen beängstigender und exotischer.